# Listă de filme britanice din 2013
Aceasta este o listă de filme britanice din 2013:

## Lista
| Titlu                      | Regizor         | Actori | Gen                           | Note |               |
| -------------------------- | --------------- | --- | ----------------------------- | --- | ------------- |
| 12 Years a Slave           | Steve McQueen   | Chiwetel Ejiofor, Michael Fassbender, Benedict Cumberbatch, Paul Dano, Paul Giamatti, Lupita Nyong'o, Sarah Paulson, Brad Pitt      | Historical, Drama             | Summit Entertainment, Regency Enterprises, Film4, Plan B, River Road Entertainment                                          | 08 noiembrie  |
| About Time                 | Richard Curtis  | Domhnall Gleeson, Rachel McAdams, Bill Nighy, Lydia Wilson, Lindsay Duncan, Tom Hollander, Vanessa Kirby, Margot Robbie             | Romantic comedy               | Universal Pictures | 04 septembrie |
| Alan Partridge: Alpha Papa | Declan Lowney   | Steve Coogan, Felicity Montagu, Simon Greenall, Colm Meaney, Sean Pertwee, Anna Maxwell Martin                                      | Action comedy                 | StudioCanal | 07 august     |
| All Things to All Men      | George Isaac    | Gabriel Byrne, Rufus Sewell, Toby Stephens, Elsa Pataky, Gil Darnell                                                                | Thriller                      | Universal Pictures | 05 aprilie    |
| Belle                      | Amma Asante     | Gugu Mbatha-Raw, Tom Wilkinson, Miranda Richardson, Penelope Wilton, Sam Reid, Matthew Goode, Emily Watson, Sarah Gadon, Tom Felton | Drama                         | DJ Films, Isle of Man Film, Pinewood Pictures, BFI                                                                          | 13 iunie      |
| A Field in England         | Ben Wheatley    | Julian Barratt, Peter Ferdinando, Reece Shearsmith, Michael Smiley                                                                  | Thriller                      | Film4 Productions | 05 iulie      |
| The Fifth Estate           | Bill Condon     | Benedict Cumberbatch, Daniel Brühl                                                                                                  | Biopic Thriller film          | DreamWorks Pictures, Touchstone Pictures, Entertainment One, Participant Media, a British-Belgian-American co-production    | 11 octombrie  |
| The Harry Hill Movie       | Steve Bendelack | Harry Hill, Julie Walters, Matt Lucas, Simon Bird, Sheridan Smith, Johnny Vegas                                                     | Comedy                        | Entertainment Film Distributors                                                                                             | 20 decembrie  |
| I Give It a Year           | Dan Mazer       | Rose Byrne, Rafe Spall, Anna Faris, Simon Baker, Stephen Merchant, Minnie Driver                                                    | Comedy                        | StudioCanal | 08 februarie  |
| Do Elephants Pray?         | Paul Hills      | Jonnie Hurn, Julie Dray, Marc Warren, Rosie Fellner Grace Vallorani, John Last                                                      | Spiritual Drama               | Elephant Features / Bluebell Films                                                                                          | 07 februarie  |
| Kick-Ass 2                 | Jeff Wadlow     | Aaron Taylor-Johnson, Christopher Mintz-Plasse, Chloë Grace Moretz, Jim Carrey, Clark Duke, Olga Kurkulina                          | Action, Comedy                | Universal Pictures Based on the comic book of the same name by Mark Millar and John Romita, Jr. Preceded by Kick-Ass (2010) | 14 august     |
| Rush                       | Ron Howard      | Chris Hemsworth, Daniel Brühl, Alexandra Maria Lara, Pierfrancesco Favino, Natalie Dormer                                           | Drama                         | StudioCanal | 13 septembrie |
| The Dead Inside            | Andrew Gilbert  | Rudy Barrow, Lee Craven, Simon Nader, Ricky Rajpal, David Wayman                                                                    | Action Horror Science fiction | ITN Distribution | 14 octombrie  |
| The Selfish Giant          | Clio Barnard    | Conner Chapman, Shaun Thomas, Sean Gilder, Lorraine Ashbourne, Ian Burfield, Steve Evets                                            | Drama                         | IFC Films | 25 octombrie  |
| Stoker                     | Park Chan-wook  | Mia Wasikowska, Matthew Goode, Nicole Kidman, Dermot Mulroney, Jacki Weaver                                                         | Thriller                      | 20th Century Fox | 01 martie     |
| Sunshine on Leith          | Dexter Fletcher | George MacKay, Antonia Thomas, Freya Mavor, Kevin Guthrie, Peter Mullan, Jane Horrocks, Jason Flemyng                               | Musical.                      | EFD Based on the stage musical of the same name.                                                                            | 04 octombrie  |
| Under the Skin             | Jonathan Glazer | Scarlett Johansson, Jeremy McWilliams, Joe Szula                                                                                    | Sci-Fi, Thriller, Action      | BFI, Film 4 | 14 martie     |
| Uwantme2killhim?           | Andrew Douglas  | Jamie Blackley, Toby Regbo, Joanne Froggatt, Jaime Winstone, Amy Wren                                                               | Drama                         | Jumping Jack Films | 25 iunie      |
| The World's End            | Edgar Wright    | Simon Pegg, Nick Frost, Rosamund Pike, Paddy Considine, Bill Nighy, Pierce Brosnan, Michael Smiley, Eddie Marsan                    | Comedy                        | Universal Pictures Preceded by Hot Fuzz (2007)                                                                              | 19 iulie      |
| Welcome to the Punch       | Eran Creevy     | James McAvoy, Mark Strong, Andrea Riseborough, Elyes Gabel, David Morrissey                                                         | Action, Thriller              | Momentum Pictures | 05 martie     |